# Anoploderomorpha cyanea
Anoploderomorpha cyanea es una especie de escarabajo longicornio del género Anoploderomorpha, tribu Lepturini, subfamilia Lepturinae. Fue descrita científicamente por Gebler en 1832.
El período de vuelo de la especie se presenta durante los meses de junio, julio y agosto.

## Descripción
Mide 10-18 milímetros de longitud.

## Distribución
Se distribuye por China, Japón, Mongolia, Corea y Rusia.